# Plasan Sand Cat
Pour les articles homonymes, voir Caracal (homonymie).
Le Sand Cat (hébreu : פלסן קרקל, aussi appelé Plasan Caracal) est un véhicule blindé à blindage composite conçu par Plasan, en Israël.
Il est basé sur le châssis d'un 4x4 civil Ford « F-series », dont l'empattement a été raccourci à 2,84 m (112 in) par des mécaniciens qualifiés de la Ford Motor Company à Louisville (Kentucky), États-Unis. À l'origine conçu comme un potentiel remplaçant des jeep's israéliennes « AIL Storm » des forces de Tsahal, il a depuis été développé en de nombreuses versions, pesant de 4 à 6 tonnes et pouvant transporter jusqu'à 8 soldats.
Certains exemplaires ont subi des tests par l'armée israélienne en Israël et l'armée américaine au terrain d'expérimentations d'Aberdeen center, dans le Maryland.
Une version lourdement blindée du Sand Cat, comprenant des éléments de blindage en matériaux céramiques, a été présentée aux militaires Américains lors de l'évènement Platform System Demonstrator en août 2006. Au salon Eurosatory 2008, le Sand Cat a été présenté en tant que produit de la Oshkosh Corporation.

## Histoire
Le Sand Cat a été présenté pour la première fois au public comme étant appelé « Caracal », au meeting de l'Association of the United States Army (AUSA) en octobre 2005. Il a depuis été visible dans de nombreuses représentations, comme le salon international Milipol de Paris, le Mid-America Trucking Show de 2006, et l'Eurosatory 2006 sous le nom de « Sand Cat ».

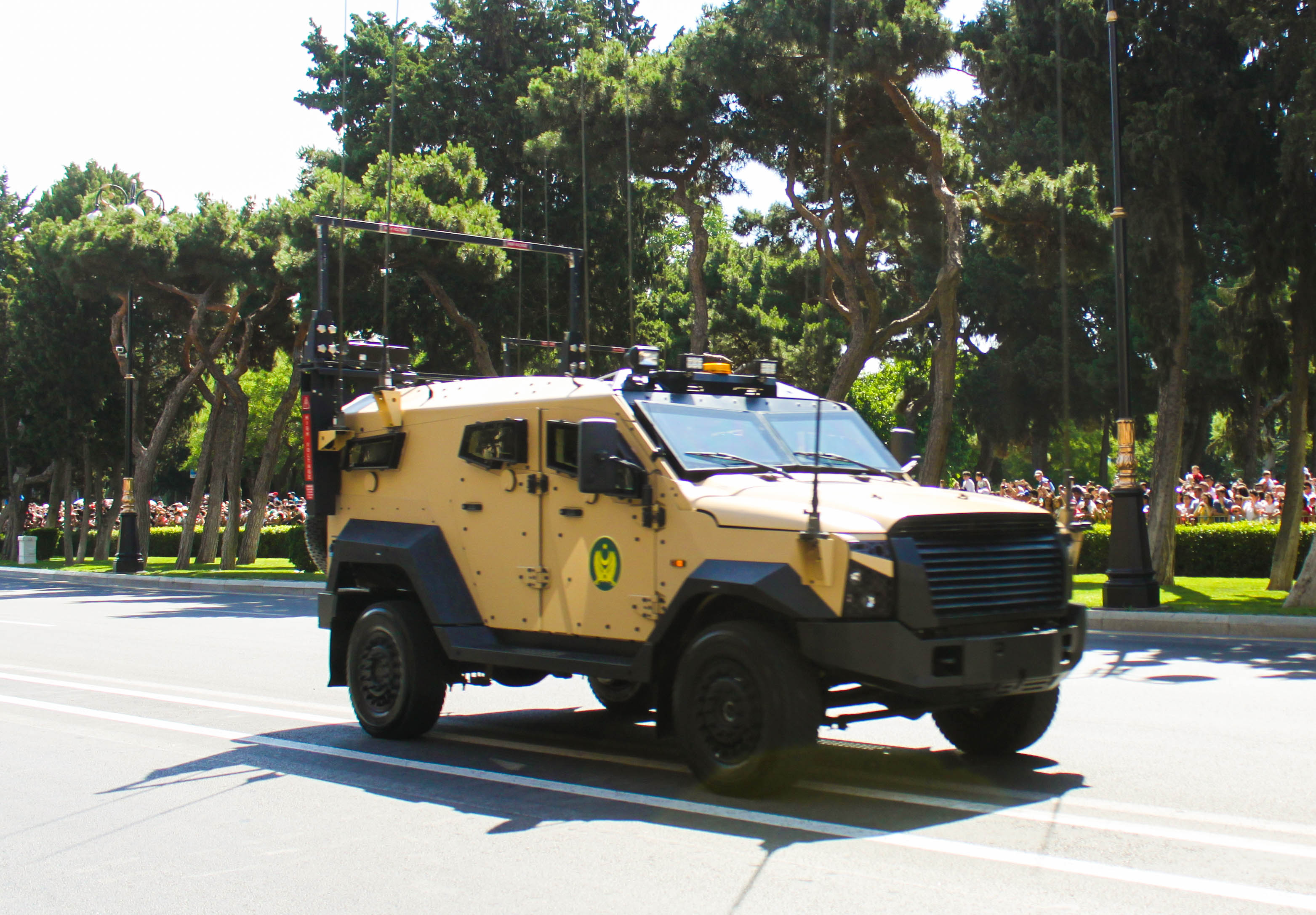
Un Sand Cat de la l’armée de terre azerbaïdjanaise en 2018.

## Conception
Le design de l'engin a été décrit par le magazine automobile israélien Hegeh comme étant « aussi sexy qu'une commandante de l'Air Force ».
Les vitres latérales, de forme trapézoïdale, sont conçues pour réduire la masse des vitrages pare-balles sans pour autant totalement entraver le champ de vision.
La caisse, totalement blindée, utilise une combinaison d'acier trempé, de matériaux céramiques et composites afin d'obtenir des kits de blindage modulaires et remplaçables rapidement sur le terrain, avec des niveaux de résistance variés adaptés aux conditions rencontrées.
Le Sand cat est considéré comme ayant une excellente manœuvrabilité et d'excellentes capacités d'accélération pour un véhicule blindé. L'intérieur peut accueillir un brancard ouvert.

## Sand Cat«Plus»

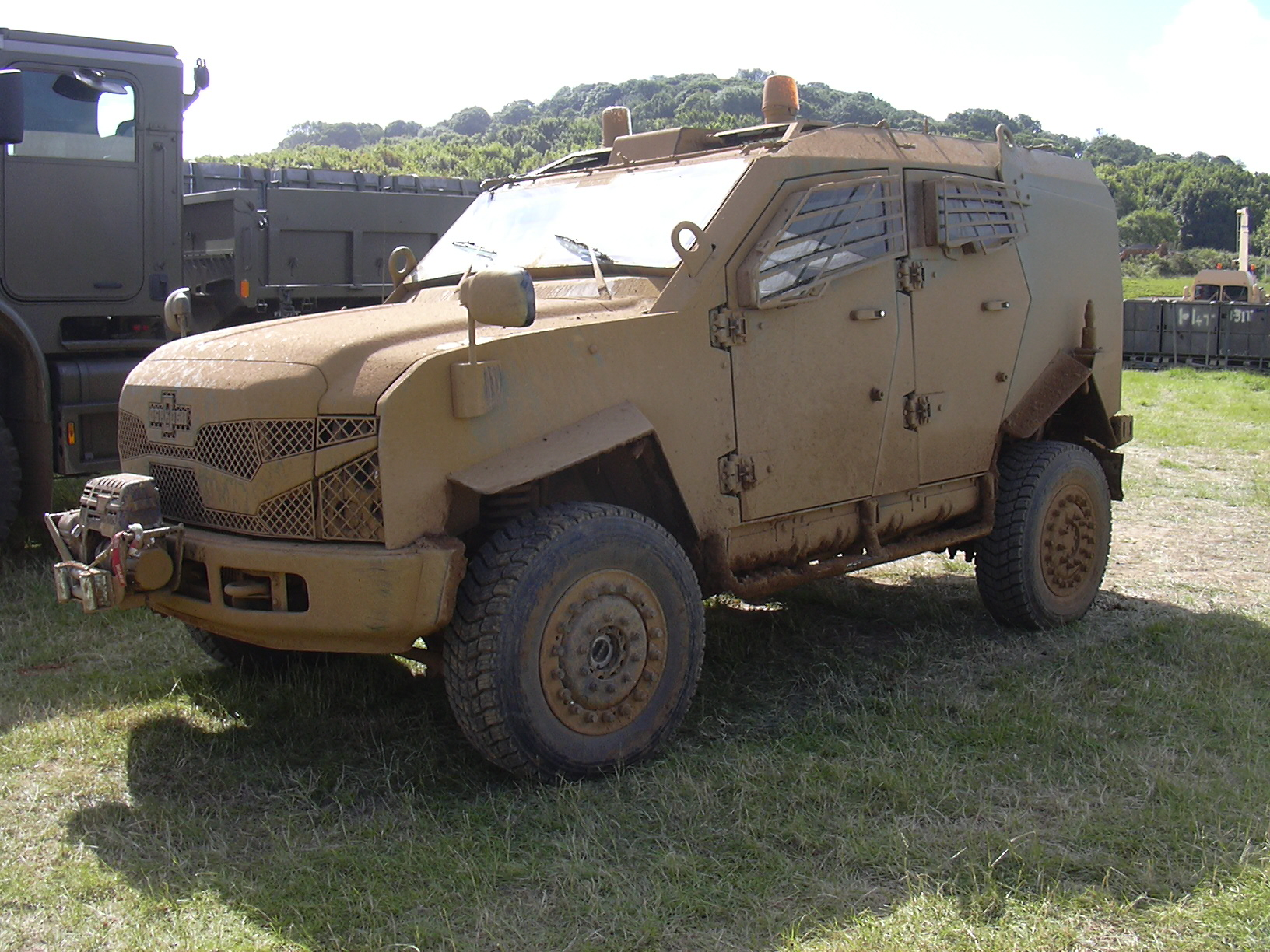
Un Oshkosh Sand Cat en camouflage désertique lors d'une exposition militaire britannique en juin 2008.

En juillet 2007, Plasan dévoile quelques informations à-propos d'une nouvelle version du Sand Cat, le « Sand Cat Plus ». Disposant d'une carrosserie de type « break » et de 8 sièges, il a été conçu comme un véhicule à profil bas en vue d'une utilisation par les unités d'élite du SWAT.
Contrairement à la version militaire du Sand Cat, le « Plus » est doté de moulages de carrosserie complets sur ses parois latérales et se trouve peint en couleurs civiles. 
Malgré cette apparence de SUV, il conserve un blindage de haut niveau ainsi que des systèmes de protection NBC et des systèmes de tir de suppression. Il dispose d'un rayon de braquage très court et est décrit comme étant « étonnamment rapide pour un véhicule de 7 tonnes »,.

## «Oshkosh»Sand Cat
En juin 2008, le Sand Cat a été relancé en tant que produit de la Oshkosh Corporation.
Désormais basé sur le châssis du F-550 de 9 tonnes, il a été créé pour combler le vide entre le HMMWV blindé et son futur remplaçant, le JLTV. Il a tiré parti des leçons apprises avec le MRAP et est équipé de sièges amortis absorbant les impacts et un plancher en V pour ajouter de la résistance au blindage ventral.
En 2010, le Sand Cat a été mis à jour avec une protection ventrale contre le souffle deux fois plus importante que sur les versions précédentes.

## Utilisateurs
- Azerbaïdjan[15],[16]
- Bulgarie[17]
- Canada[1]
- Colombie[18]
- Israël[19],[20]
- Mexique[21],[22]
- Nigeria[23]
- Suède[24]